# 辽宁钢厂钢水包脱落事故
辽宁钢厂钢水包脱落事故，是于2007年4月18日在中华人民共和国辽宁省铁岭市清河区清河特殊钢有限公司发生的工业事故，造成32人死亡，6人受伤。

## 背景
清河特殊钢有限公司（铁岭市清河特钢有限责任公司）于1987年成立，原本是国有企业，后于约2001年到2006年经历数年改制为民营企业。国家安全生产监督管理局称事故发生时该厂约有300名员工，新华社称员工人数为650人。2006年，这家工厂生产7万吨钢材，预计产量在2007年将提升到12万吨。
发生事故的建筑物是钢材加工厂，工厂的加工程序包括用钢水包将钢水从高炉运送到其他工序，钢水包的直径2米，能装25吨的钢液。钢水包在高于工厂地面3米的轨道上移动。

## 事件
北京时间上午7時45分，当钢水包在工作台上方准备倾倒时，钢水包与高炉的铁轨突然断开。25吨1500摄氏度的钢水倒出，炸穿5米外一个工人换班聚集的会议室门窗并将会议室完全吞没。
救灾人员到达时，由于钢水产生高温致使他们无法进入事故现场，只能等到钢水冷却。当救灾人员进入事故现场时已有32名工人死亡，6名严重烧伤的工人被紧急送往医院。按医生的说法，最初5人情况稳定，1人情况危急。然而，当时国家安全生产监督管理局网站上的发布的声明称，当时房间里32人全部死亡，只有2个钢水包操作员受伤。而新华社称钢水包落在工人身上，但不清楚工人有无被压碎。

## 反应
国家安全生产监督管理局副局长孙华山在不久后举行新闻发布会，他称“这是从1949年以来中国钢铁行业发生的最严重事故”。随着事件传开，中国各地引起民众强烈抗议。
幸存者接受媒体和调查人员的采访。周晓飞说：“当天18日早晨8点交班，突然我就听‘嗡’的一声，拔腿就拼命往厂外跑，滚烫的钢渣溅到身上，像用铁块击打一样疼，要是回一下头，恐怕命早就没了。”铸锭班班长矫正岩是称“钢包掉下来时好像撞到台车后倾斜，钢水马上流进附近的会议室。”“你想想，钢水1500多摄氏度啊，落到地上，再溅身上，热浪涌上来，把衣服都烤着了，我什么也顾不上了，只顾往前跑，才捡了一条命。”

## 调查
中国当局立即对这场事故展开全面调查，于4月23日结束。工厂在调查过程被封锁，这在中国是常见做法，但现场办公室工作仍在继续。
调查得出的结论是，造成事故的直接原因是清河使用的是标准提升机，而不是专门用于危险冶炼作业的提升机，其他原因是安全措施松懈和管理混乱。官方报告还指出“车间内设备和材料乱放，工作空间狭窄，安全通道不合要求。”
报告还说，这起事故体现中国钢铁行业恶劣的工作环境和安全措施，“一些企业不能适应快速扩张，忽视安全……安全检查不到位，导致多起事故”，并得出结论“冶金行业的安全生产极其严峻”。

## 逮捕和审判
由于死者尸体被严重烧毁无法辨认，因此通过DNA测试鉴定身份。在事故发生24小时内，当局逮捕工厂的所有者和三名负责安全生产的员工，并向遇难者家属承诺每人赔偿至少20万元人民币。新华社报道，被捕者是工厂经理、一名操作人员、一名技术员和一名车间主管。国家安全生产监督管理局称责任人“已被控制”。
2011年2月26日，辽宁省铁岭市银州区法院以玩忽职守罪一审分别判处王振东、郑卫国有期徒刑3年。